# チャトラムー
チャトラムー（タイ語: ชาตรามือ）は、1945年創業のタイ王国の紅茶ブランド。ローズティーやソフトクリームなども販売している。